# تاريخ أبخازيا

## مستوطنة قامت قبل التاريخ

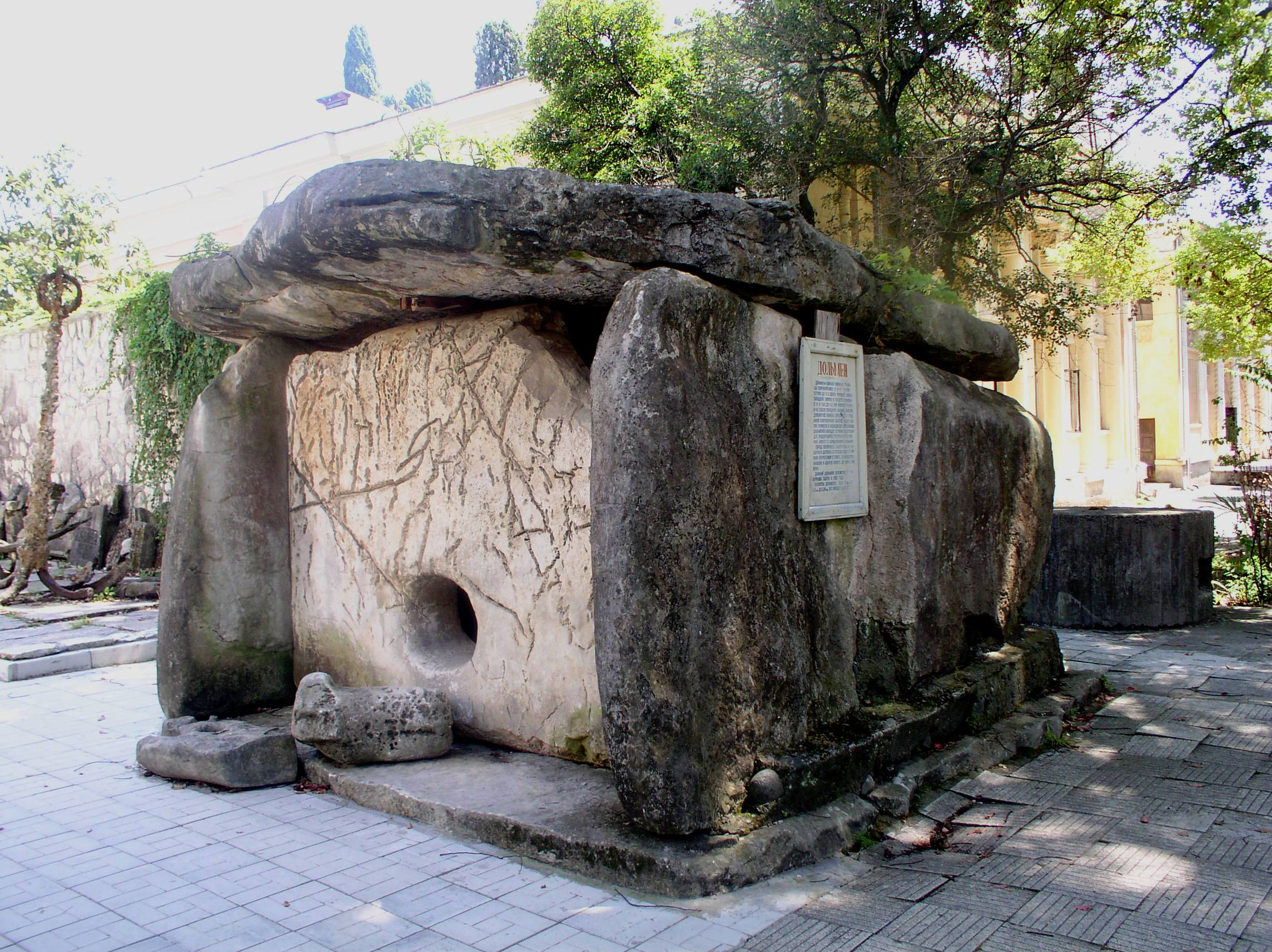
واحد من الدولمينات التي وجدت في إيشيرا (الآن موجود في متحف سوخومي)

شكلت مخيمات الصيد في العصر الحجري القديم السفلي المستوطنات الأولى على أرض أبخازيا الأولى. واستخرجت الدلائل على ذلك من مواقع إياشختفا، غوميستا، كيلاسوري وأوخامخير الأثرية. واستقرت حضارة العصر الحجري القديم العلوي على الساحل. وحوت فترات الميزوليتي والعصر الحجري الحديث على مستوطنات دائمة أكبر، وسجلت بداية الزراعة وتربية الحيوانات وإنتاج السيراميك في المنطقة. ظهرت أول قطع حضارة المغليثية الأثرية في بداية القرن الثالث قبل الميلاد وتابعت حتى عصر البرونز باسم دولمينات أبخازيا، متكونة بشكل رئيسي من أربعة حجار كبيرة رئيسية وحجر كبير في المنتصف، حيث وصل وزن بعضها إلى 50 طناً. دولمين وجد في موقع إيشيرا الأثري هو أفضل نصب أثري لدراسته من حقبة قبل التاريخ. شهد أواخر العصر البرونزي تطور الأدوات البرونزية، وبقيت هذه الأدوات في عصر الحديد كجزء من الحضارة الكولشية (1200-600 قبل الميلاد)، التي تغطي اليوم معظم غربي جورجيا وجزء من شمال شرق الأناضول.

## أبخازيا في العصور القديمة
تاريخ أبخازيا المكتوب يبدأ بمجيء اليونانيين الميليتيسيين إلى كولخيس الساحلية في القرنين الخامس والسادس قبل الميلاد. حيث بنوا المستعمرات البحرية على شاطئ البحر الأسود الشرقي، وكانت ديوسكورياس أهم مراكز التجارة الرئيسية مع البلدان المجاورة. ويفترض بأن هذه المدينة سميت نسبة إلى ديوسكوري، أسطورة التوأم كاستور وبولوكس، كما يعتقد أن المدينة تطورت تدريجياً لتصبح اليوم سوخومي. وكان هناك مستعمرات أخرى مهمة، مثل غيينوس، تريغليتيس وبيتيوس، الذين كان موقعهم يوازي اليوم البلدات الساحلية أوتشامشيرا، غاغرا وبيتسوندا، على الترتيب.
شٌهرت شعوب المنطقة بسبب تنوعهم وكثرة عددهم، كما شهدت على ذلك مصادر كلاسيكية. وساعد وجود الجبال على فصل هذه الشعوب وعزلها عن بعضها البعض مما شجع على كثرة اللغات واللهجات وتعقيد طبيعة المنطقة العرقية. حتى المؤرخين الأكثر اطلاعاً على المنطقة وسكانها تصعب عليهم معرفة الشعب الذي يجرون بحثاً عليه وتحديد موقعه، كما يقومون بتقديم معلومات قليلة ومحدودة عن جغرافيا وشعوب المناطق النائية. كما يمكن أن يكون لهؤلاء الشعوب مصطلحات عرقية خاصة بهم، فيقول بعض الباحثين أن بلينيوس الأكبر كان له اسم آخر عند هذه الشعوب وهو أبسيلاي من القرن الأول عند الناطقين بالأبخازية. كما يوجد هناك جدل آخر عن أصول بقية شعوب المنطقة (مثل: هنيوشي). ونادراً ما استطاع علم الأثار في الربط بين بقايا الثقافة المادية والأسماء التي أطلقها عليهم الكاتبين القدام. لذلك، ما زال هناك جدل ومجموعة من الأسئلة المطروحة حول هذا الموضوع.
وفقاً للسجلات الجورجية، أول من سكن أبخازيا وجورجيا الغربية هم الإغريسيون، المنحدرين من إغروس ابن توغارما حفيد يافث ابن نوح، الذي جاء من الأرض المعروفة باسم أريان-كارتلي.

## العصر الروماني والبيزنطي المبكر
إلى جانب ما تبقى من كولخيس، غزا ميثراداتس السادس ملك البنطس أبخازيا بين عامي 110 تقريبًا و63 قبل الميلاد، ثم سيطر عليها القائد الروماني بومبيوس وضمّها إلى الإمبراطورية الرومانية في عام 61 ميلادي. كان الحكم الروماني هناك ضعيفًا، ووفقًا ليوسيفوس، كان بإمكان حامية رومانية من 3000 هوبليت وأسطول من 40 سفينة أن يسيطروا فقط على الموانئ. عانت المستوطنات اليونانية من الحروب والقرصنة وهجمات القبائل المحلية (أثناء إحدى الهجمات نُهبت ديوسكورياس وبيتيوس في عام 50 ميلادي).
مع سقوط الإمبراطورية الرومانية، اكتسبت القبائل التي تعيش في المنطقة بعض الاستقلال، ورشّحت حكامها الذين كان عليهم أن يحصلوا على الموافقة من روما. في القرن الثالث الميلادي، سيطرت قبيلة اللاز على معظم كولخيس، وأنشأت مملكة لازيكا، المعروفة محليًا باسم إيغريسي. وفقًا لبروكوبيوس، أخضع ملوك اللاز أيضًا زعماء الأباسجي.
كانت كولخيس مسرحًا للتنافس المطول بين الإمبراطوريتين الرومانية الشرقية (البيزنطية) والساسانية، وبلغ التنافس ذروته في حرب لازيك من عام 542 إلى عام 562. نتج عن الحرب تراجع لازيكا، وتمتّع الأباسجي في غاباتهم الكثيفة ببعض الحكم الذاتي في ظل السلطة البيزنطية. خلال هذه الحقبة، بنى البيزنطيون سيباستوبوليس (سوخومي) في المنطقة. كانت أرضهم -المعروفة لدى البيزنطيين باسم أباسجيا- مصدرًا رئيسيًا للمخصيين في الإمبراطورية. ظل الناس وثنيين إلى أن أرسل الإمبراطور جستينيان الأول (527-565) بعثة تبشيرية في عام 550 تقريبًا، فتحوّلوا إلى المسيحية، على الرغم من أن أسقفًا من مدينة بيتيوس الساحلية حضر مجمع نيقية الذي عُقد في عام 325 للميلاد. شيّد البيزنطيون تحصينات دفاعية ربما نجت جزئيًا حتى يومنا هذا كسور كيلاسوري مثلًا.

## أبخازيا في العصور الوسطى
عندما ازدادت قوة الأباسجي نسبيًا، أصبح اسم أباسجيا يشير إلى منطقة أكبر تسكنها مجموعات عرقية مختلفة كقبائل جنوب القوقاز الناطقة باللغة المرغلانية والسفانية، وخاضعة للأمراء الذين يعيّنهم البيزنطيون ويقيمون في أناكوبيا ويعتبَرون داعمين رئيسيين لنفوذ الإمبراطورية السياسي والثقافي في غرب القوقاز. اخترق العرب المنطقة في ثلاثينيات القرن الثامن، لكنهم لم يخضعوها؛ في ذلك الوقت تقريبًا ظهر مصطلح أبخازيتي (أرض الأبخاز) لأول مرة في حوليات جورجيا، ما أدى إلى ظهور اسم أبخازيا الذي يستخدَم اليوم في معظم اللغات الأجنبية. من خلال التزاوج بين السلالات والتحالف مع الأمراء الجورجيين الآخرين، استحوذت سلالة الأباساجي على معظم لازيكا (إيغريسي)، وفي عهد ليو نصّبوا أنفسهم ملوكًا على الأبخاز في ثمانينيات القرن الثامن. بمساعدة الخزر، طرد ليو البيزنطيين ووسّع مملكته، ونقل عاصمته إلى مدينة كوتايسي الجورجية. على الرغم من أن طبيعة الأسرة الحاكمة لهذه المملكة ما تزال محل نزاع، يتفق معظم الباحثين على أن الملوك الأبخاز كانوا جورجيين في الثقافة واللغة. من أجل القضاء على التأثير الديني البيزنطي، أخضعت السلالة الأبرشيات المحلية للبطريركية الجورجية الأرثوذكسية في متسخيتا.
يُشار إلى المملكة في كثير من الأحيان في كتب التاريخ الحديث باسم المملكة الإيغريسية-الأبخازية وذلك لأن المؤلفين في العصور الوسطى اعتبروا الملكية الجديدة دولة خلف لإيغريسي وأحيانًا استخدموا المصطلحين بالتناوب.
كانت الفترة الأكثر ازدهارًا للمملكة الأبخازية بين عامي 850 و950، عندما سيطرت على غرب جورجيا بالكامل وادعت السيطرة حتى على المقاطعات الجورجية في أقصى الشرق. استُخدم المصطلحان «أبخازيا» و «الأبخاز» بالمعنى الواسع خلال هذه الفترة -ولفترة من الزمن لاحقًا- وغطيا جميع سكان المملكة بغض النظر عن انتمائهم العرقي لجميع الأغراض العملية. في عام 989، وصل الحاكم الباغراتيوني باغرات الثالث إلى السلطة في أبخازيا التي ورثها عن والدته غوراندوكست أنكابادزي. في عام 1008، ورث باغرات كارتلي من والده ووحّد مملكتي أبخازيا وجورجيا في دولة إقطاعية جورجية واحدة.
وصلت هذه الدولة إلى قمة قوتها ومكانتها تحت حكم الملكة تامار (1184-1213). في إحدى المرات، ذكر مؤرخ جورجي معاصر شعبًا يسمى أبسار. يشرح هذا المصدر اللقب «لاشا» لابن تامار وخليفتها جورج الرابع على أنه يعني «التنوير» في لغة الأبسار. يربط بعض اللغويين المعاصرين هذا اللقب بالكلمات الأبخازية الحديثة أ-لاشا بمعنى «واضح» و أ-لاشارا بمعنى «النور»، ويعتقدون بوجود ارتباط بين الأبسار والأسلاف المحتملين للأبخاز المعاصرين، على الرغم من أن الهوية الدقيقة لهذه القبيلة وموقعها غير واضحين.
وفقًا للسجلات الجورجية، منحت الملكة تامار عائلة شيرفاشيدزه الأميرية الجورجية السيادة على جزء من أبخازيا. ووفقًا للروايات التقليدية، كانوا فرعًا من الشروانشاه (لهذا السبب يزعَم أن اسم عائلتهم يعني «أبناء الشروانيين» في اللغة الجورجية). استمرت هيمنة هذه السلالة (المعروفة لاحقًا باسم تشاكبا بالشكل الأبخازي من كنيتهم) في أبخازيا حتى ضمّتها روسيا في ستينيات القرن التاسع عشر.
أنشأ سكان جنوة مصانعهم التجارية على طول الساحل الأبخازي في القرن الرابع عشر، لكنهم عملوا لفترة قصيرة. نجت المنطقة نسبيًا من غزوات المغول وتيمور، التي أنهت «العصر الذهبي» لجورجيا. ونتيجة لذلك، انقسمت مملكة جورجيا إلى عدة كيانات مستقلة أو شبه مستقلة بحلول أواخر القرن الخامس عشر. كانت إمارة أبخازيا واحدة منها والتي تشكلت عام 1463 تقريبًا. كانت إمارة أبخازيا -رغم كونها بمثابة دولة مستقلة- تابعة بشكل رسمي لمملكة إيميريتي، بعد معاهدة وُقّعت عام 1490 وقسّمت جورجيا إلى ثلاث دول. انخرط الأمراء الأبخاز في صراعات متواصلة مع الحكام المنغريليين -المسيطرين عليهم بالاسم- وتغيّرت حدود كلتا الإماراتين خلال هذه الحروب. في العقود التالية، ساد النبلاء الأبخاز أخيرًا ووسعوا ممتلكاتهم حتى نهر إنغوري، وهو الحد الجنوبي للمنطقة اليوم. ادعى العديد من المؤرخين في العصور الوسطى مثل فاخوشتي وقلّة من المؤرخين في العصر الحديث أن سور كيلاسوري بناه الأمير ليفان الثاني دادياني من منغريليا كحماية ضد الأبخاز.

## الحكم العثماني
في السبعينيات من القرن السادس عشر، احتلت البحرية العثمانية حصن تسخومي على الساحل الأبخازي، وحولته إلى حصن سوهوم-كيل التركي. (ومنه جاء الاسم الحديث لمدينة سوخومي). في عام 1555، انقسمت جورجيا وجنوب القوقاز بأكمله بين الإمبراطوريتين العثمانية والصفوية الفارسية وفقًا لمعاهدة أماسيا، مع بقاء أبخازيا إلى جانب كل جورجيا الغربية في أيدي العثمانيين. ونتيجة لذلك، خضعت أبخازيا تحت التأثير المتعاظم لتركيا والإسلام، وفقدت تدريجيًا روابطها الثقافية والدينية مع بقية جورجيا. وفقًا للعلم التاريخي السوفيتي، سعت تركيا بعد الغزو إلى طمس الثقافة المادية والروحية لأبخازيا وتحويل السكان قسرًا إلى الإسلام، ما أدى إلى اندلاع العديد من التمردات (في 1725، 1728، 1733، 1771، 1806).
باقتراب نهاية القرن السابع عشر، انقسمت إمارة أبخازيا إلى عدة إقطاعيات، وحُرمت العديد من المناطق من التمتع بسلطة مركزية. أصبحت المنطقة مسرحًا لتجارة الرقيق والقرصنة على نطاق واسع. وفقًا لبعض الباحثين الجورجيين (مثل بافل إينغوروكفا)، كان ذلك عندما هاجر عدد من رجال عشائر الأديغة (أو الشركس) من جبال شمال القوقاز وامتزجوا مع العناصر العرقية المحلية، ما أدى إلى تغيير الوضع الديموغرافي للمنطقة بشكل كبير. في منتصف القرن الثامن عشر، ثار الأبخاز ضد الحكم العثماني واستولوا على سوهوم-كيل، ولكن سرعان ما استعاد الأتراك السيطرة على الحصن وسلّموه لأمير مخلص من عائلة شيرفاشيدزه.

## الروابط الخارجية
- تاريخ أبخازيا (بالإنجليزية)